# Enfant caché

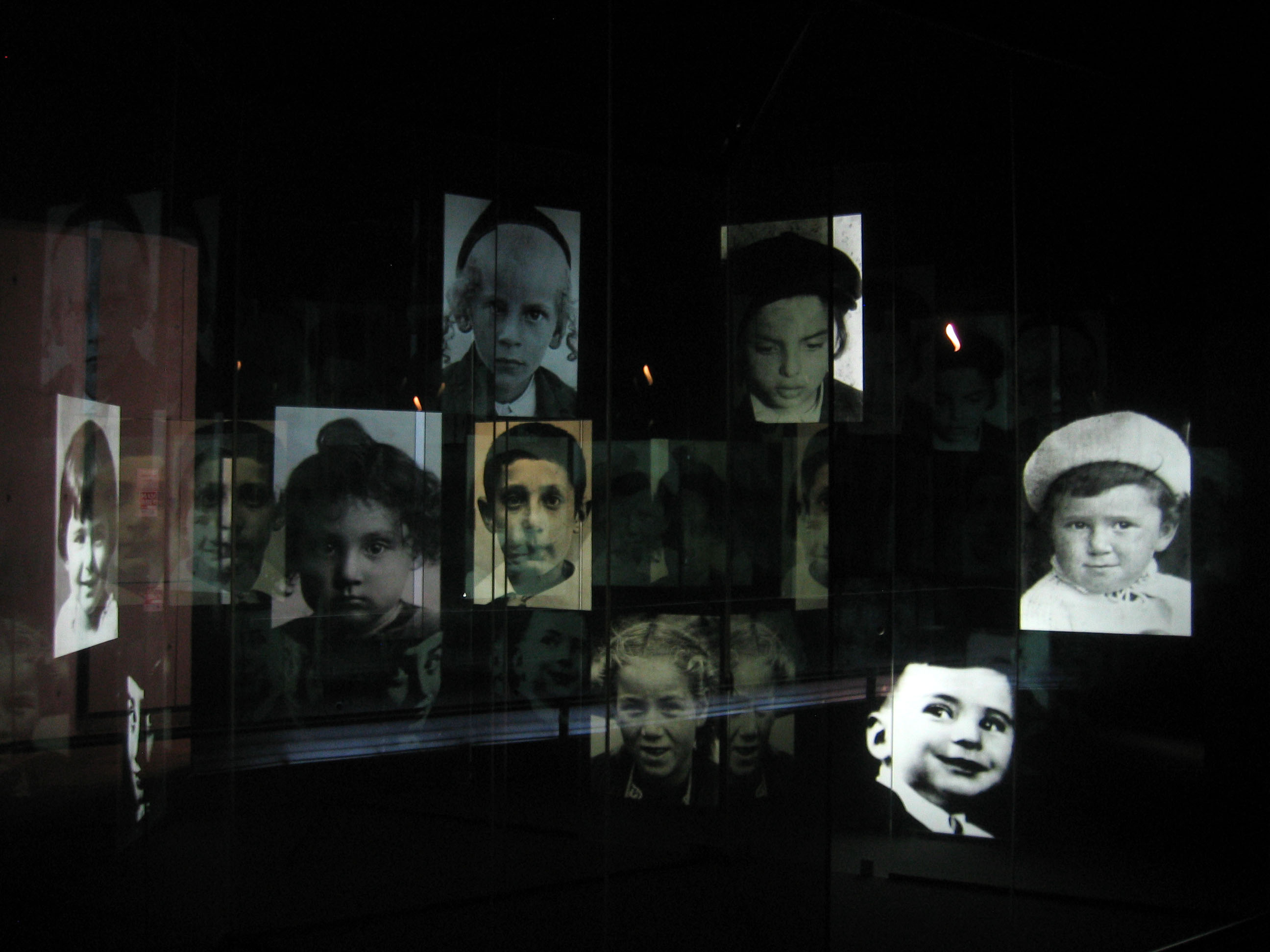
Le mémorial des enfants de Yad Vashem.

Les enfants cachés sont des enfants juifs qui vivaient en territoire occupé durant la Seconde Guerre mondiale (notamment en Belgique et dans la zone occupée de la France) et qui ont été soustraits aux plans d'extermination mis en place par les nazis en étant dissimulés dans des familles ou des organismes d'accueil. Outre les réseaux de résistance, de nombreux particuliers sauvent également des enfants juifs, souvent au péril de leur vie.

## En Belgique

### Histoire
En Belgique, ce sont plus de 4 000 enfants qui ont été sauvés de la déportation et d'une mort certaine. Dès juillet 1942, les Allemands procèdent à des arrestations de masse, des rafles seront organisées au mois d'août à Anvers, en septembre à Bruxelles. Le Front de l'Indépendance, sous l'impulsion du Juif communiste Hertz Jospa, décide de mettre sur pied le Comité de défense des Juifs et sa section enfance qui assurera le sauvetage des enfants. De nombreuses tâches étaient requises pour mener à bien ce projet : convaincre les parents de laisser leurs enfants entrer en clandestinité, pourvoir au ravitaillement, au financement des logeurs, aux soins de santé, à la communication entre les enfants et leurs parents lorsque celle-ci était encore possible.
De nombreuses institutions dépendant de l'Œuvre nationale de l'enfance prirent ainsi en charge ces enfants. Le CDJ bénéficiait également de l'appui d'un vaste réseau de solidarité catholique qui s'était également organisé pour le sauvetage des enfants ainsi que la Jeunesse ouvrière chrétienne. 155 institutions et 700 logeurs furent ainsi mis à contribution pour héberger les enfants cachés qui se voyaient attribuer une fausse identité pour ne pas être trahi par leur patronyme ou par leur prénom. Le CDJ, par un système de carnets secrets détenus par trois personnes différentes permettait, lorsqu'ils étaient réunis de savoir quel enfant était hébergé où et sous quelle identité. Un carnet seul en revanche ne permettait pas d'obtenir d'informations permettant de remonter jusqu'aux enfants.

### Le statut d’enfant caché
En Belgique, la notion d’enfant caché n'est apparue qu'en 1992 à l'occasion d'une première rencontre des enfants cachés organisée à New York. Une ASBL (Association sans but lucratif) est créée à Bruxelles: L'enfant caché. En 1999, un arrêté royal fixe le statut d'enfant caché et reconnait officiellement leur statut moral de victime de guerre. L'arrêté royal du 19 avril 1999 règle le statut de l'enfant juif caché pendant la Seconde Guerre mondiale : la qualité d'« enfant caché » sous-entend la qualité reconnue à tout enfant âgé de moins de 21 ans au 10 mai 1940 ou né postérieurement à cette date, qui, afin de se soustraire aux effets des mesures anti-juives édictées par l'occupant, a été contraint de vivre dans la clandestinité après le 1er juillet 1942. En 2003, la loi va plus loin en leur reconnaissant le statut plein et entier de victime de guerre leur permettant d'être indemnisés.

### Après guerre
Des enfants cachés assurèrent, par la suite, leur rôle de passeur de mémoire en expliquant aux jeunes générations leur histoire, comme Simon Gronowski. De nombreux logeurs et personnes ayant pris part au sauvetage des enfants furent déclarés « Justes parmi les nations » par l'institut Yad Vashem.
François Englert - qui deviendra Prix Nobel de physique 2013 - a été caché pendant toute la durée de la guerre, chez une famille belge, les Jourdan, des Justes parmi les Nations, dont il salue la bravoure.

## En France
Entre 60 et 70 000 enfants furent soustraits au plan nazi de déportation et d'extermination. Plusieurs organismes contribuèrent à dissimuler ces enfants sous une fausse identité dans des familles et des foyers d'accueil. Un réseau extrêmement bien organisé s'était constitué avec l'aide de l'Œuvre de secours aux enfants, les Éclaireurs israélites de France, des organisations communistes juives telles que l'Union des juifs pour la résistance et l'entraide (UJRE), mais également des réseaux chrétiens tant catholiques que protestants.
Certains témoigneront de leur passé d'enfant caché comme Boris Cyrulnik, Serge Klarsfeld, Saul Friedländer, Claude B. Levenson et André Glucksmann.

## Dans la culture

### Films et documentaires
- Le Vieil Homme et l'Enfant, par Claude Berri, 1967.
- Myriam Abramowicz et Esther Hoffenberg, Comme si c’était hier, Ping-Pong Production (Distribution: National Center for Jewish Film, Brandeis University), 1980, 86 minutes, documentaire
- Un simple maillon, film documentaire de Frédéric Dumont et Bernard Balteau dans lequel Andrée Geulen raconte comment douze femmes du Comité de Défense des Juifs se sont organisées en Belgique occupée pour sauver des milliers d'enfants. Production Les Films de la Mémoire, RTBF, WIP.
- Les enfants sans ombre film documentaire de Bernard Balteau. L'histoire de Shaul Harel précédemment Charlie Hillsberg, revenant 62 ans plus tard sur les traces de sa vie d'enfant caché et en faisant le récit à ses deux filles. Production RTBF et Dérives. 2009
- Au revoir les enfants, par Louis Malle, 1987.
- Monsieur Batignole, par et avec Gérard Jugnot, 2002.
- Secret Lives: Hidden Children and Their Rescuers During WWII (en), par Aviva Slesin (en), 2002
- La Maison de Nina, par Richard Dembo, 2005.
- Ces enfants, ils ne les auront pas !, Gérald Fenerberg, septembre 2013. Témoignages d'enfants juives cachées pendant la Seconde Guerre mondiale.
- Cœurs vaillants, par Mona Achache, 2021[6]

### Émissions radiophoniques
- Zoé Grumberg et Serge Bianchi, « Recueillir et prendre soin, destins d’enfants juifs après la guerre », Le Cours de l'Histoire, Épisode du vendredi 10 juin 2022 par Xavier Mauduit, France Culture

### Bandes dessinées
- Jean-Claude Servais et Raives (couleurs), La lettre froissée (Bande dessinée), Marcinelle-Charleroi, Dupuis, coll. « Repérages », 1999, 2 vol. (ISBN 978-2-8001-2910-5 et 978-2-800-12977-8).

#### Études
- Eliezer Ben-Rafael, Boris Cyrulnik et al. (dirigé par Nathalie Zajde), Qui sont les enfants cachés ? : penser avec les grands témoins, Odile Jacob, coll. « Sciences humaines », 2014, 182 p.
- Fred Coleman (trad. Vincent Devannes), Le réseau Marcel : comment un homme et une femme sauvèrent 527 enfants de l'holocauste, Acropole, 2015, 379 p.
- Alain Corbin, Nadine Fresco, Nicole Lapierre et al., Enfants cachés : analyses et débats, L'Harmattan, coll. « Judaïsmes », 2006, 217 p.
- Pascal Plas (dir.) et Michel Kiener (dir.) (préf. Serge Klarsfeld), Enfances juives : Limousin, Dordogne, Berry, terres de refuge , 1939-1945, L. Souny, 2006, 590 p.
- Maxime Steinberg, « L'enfant caché, le défi à la Shoah » in Isabelle Emery (éd.), Histoire et mémoire des Juifs d'Anderlecht : années 1920-1940, Anderlecht, 2009
- Nathalie Zajde, Les enfants cachés en France, Paris, Odile Jacob, 2012, 247 p. (ISBN 978-2-7381-2758-7, OCLC 793472784)

#### Témoignages
- Raphaël Delpard, Les enfants cachés : témoignages, Borée, 2015, 277 p.
- Georges Garel (avec la participation Katy Hazan), Le sauvetage des enfants juifs par l'OSE, Le Manuscrit, coll. « Témoignages de la Shoah », 2012, 347 p.
- Katy Hazan, Rire le jour, pleurer la nuit : les enfants juifs cachés dans la Creuse pendant la guerre, 1939-1944, Calmann-Lévy, coll. « Mémorial de la Shoah », 2014, 205 p.